# Paronychia andina
Paronychia andina är en nejlikväxtart. Paronychia andina ingår i släktet prasselörter, och familjen nejlikväxter.

## Underarter
Arten delas in i följande underarter:
- P. a. andina
- P. a. boliviana
- P. a. purpurea